# Chiesa di San Nicola (Lipsia)
La chiesa di San Nicola (in tedesco Nikolaikirche) è una chiesa evangelica sita nel centro storico della città tedesca di Lipsia.

## Storia e descrizione

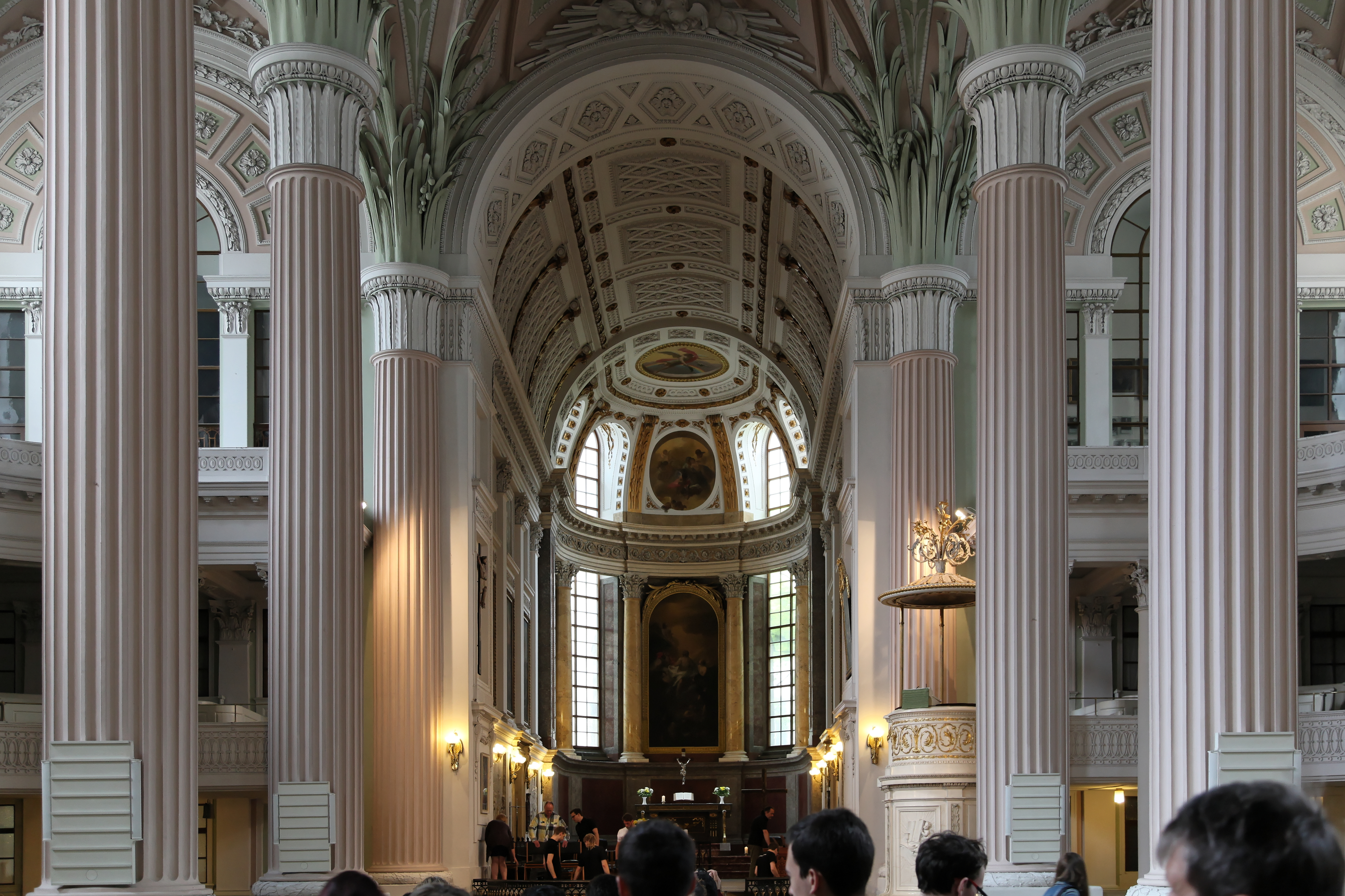
L’interno

Il primo edificio costruito in questo luogo era una costruzione tardo-romanica risalente al XII secolo. Di questo edificio ne restano alcune parti inglobate nella torre della facciata.
La chiesa attuale, a pianta basilicale, venne costruita a partire dalla parte absidale nel XIV secolo. Il corpo centrale, tardo-gotico a tre navate, fu costruito dal 1523 al 1526 da B. Eisenberg, mentre la torre fu aggiunta nel 1555 da Hieronymus Lotter e completata nel 1731 da una copertura a bulbo in rame.
L’interno fu trasformato in stile neoclassico da Johann Carl Friedrich Dauthe fra il 1784 e il 1797.